# Bucephalus introversus
Bucephalus introversus är en plattmaskart. Bucephalus introversus ingår i släktet Bucephalus och familjen Bucephalidae. Inga underarter finns listade i Catalogue of Life.